# 히 네버 다이: 뱀파이어의 전설
히 네버 다이: 뱀파이어의 전설(He Never Died)은 캐나다에서 제작된 제이슨 크라브지크 감독의 2015년 코미디, 드라마, 공포, 스릴러 영화이다. 헨리 롤린스 등이 주연으로 출연하였고 에이드리언 스턴 등이 제작에 참여하였다.

## 출연

### 주연
- 헨리 롤린스

### 조연
- 부부 스튜어트
- 스티븐 오그
- 조던 토도지
- 제임스 케이드
- 마이클 크램
- 댄 페트로뇨빅
- 케이트 그린하우스
- 오스틴 맥도널드
- 칼 캠벨